# Antioch
Antioch (gr. Ἀντίοχος Antíokhos) – imię męskie znane przede wszystkim jako imię królów z dynastii Seleucydów, władającej na obszarach Bliskiego i Środkowego Wschodu w okresie hellenistycznym. Imię Antioch nosili także władcy Kommageny, święci oraz inne postacie historyczne.
Antioch imieniny obchodzi 21 maja, 15 lipca, 15 października i 13 grudnia.
Przedstawiciele dynastii Seleucydów, noszący imię Antioch:
- Antioch I Soter
- Antioch II Theos
- Antioch Hieraks – uzurpator
- Antioch III Wielki
- Antioch IV Epifanes
- Antioch V Eupator
- Antioch VI Dionizos
- Antioch VII Sidetes
- Antioch VIII Grypos
- Antioch IX Kyzikenos
- Antioch X Eusebes
- Antioch XI Epifanes Filadelfos
- Antioch XII Dionizos
- Antioch XIII Dionysus Filopator Kallinikos Asiaticus

Inni Seleucydzi:
- Antioch, mąż Laodiki, ojciec Seleukosa I Nikatora
- Antioch, syn Antiocha II Theosa i Bereniki Syry
- Antioch, syn Antiocha III Wielkiego i Laodiki, mąż swojej siostry Laodiki, ojciec Nissy
- Antioch, syn Seleukosa IV Filopatora i Laodiki

Królowie Kommageny noszący imię Antioch:
- Antioch I
- Antioch II Epifanes
- Antioch III Filokajsar
- Antioch IV Epifanes

Inne osoby, noszące imię Antioch:
- Antioch Kantemir (1708–1744) – poeta rosyjski związany z dworem Piotra I, dyplomata